# Artsimovich (crater)

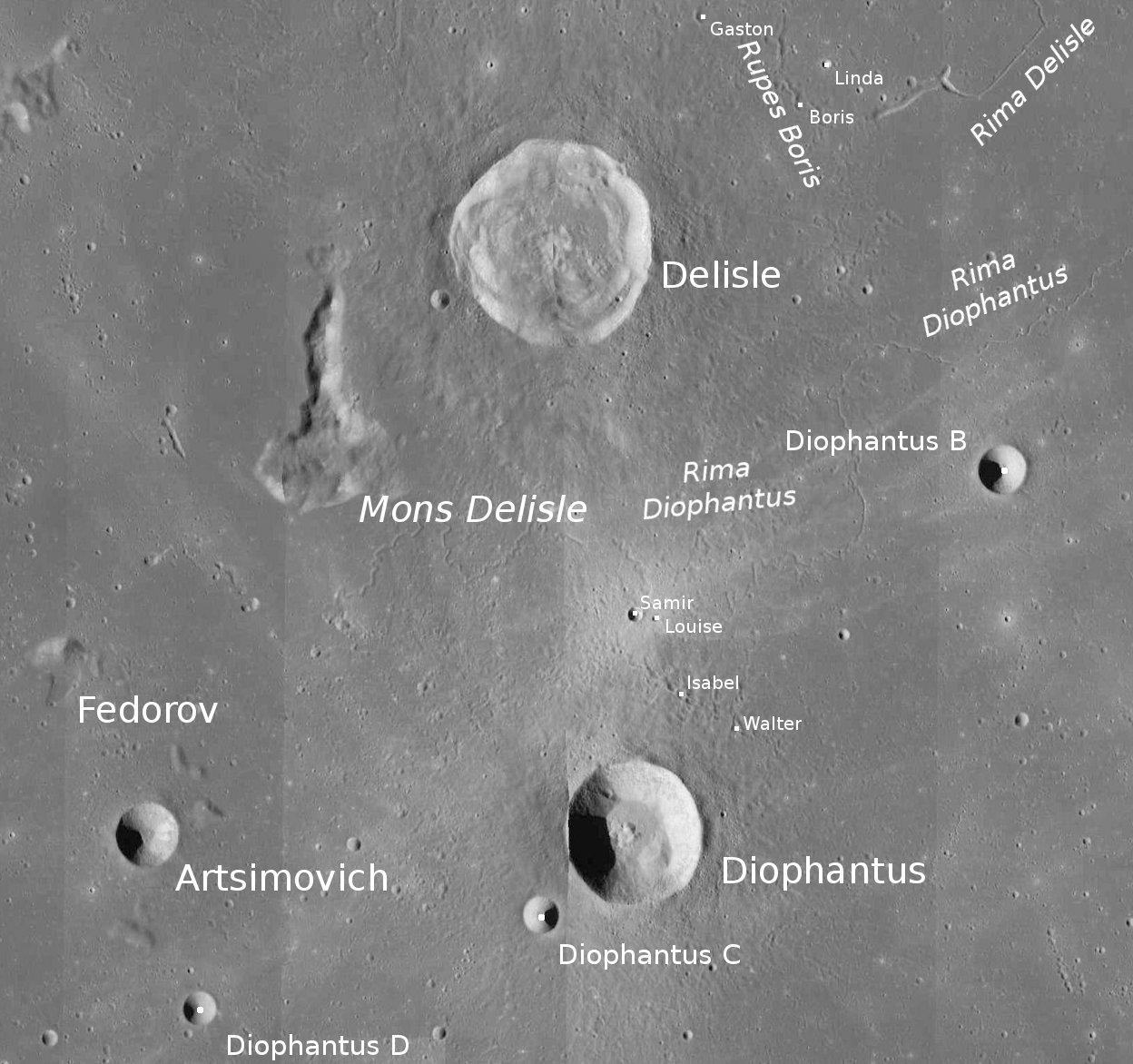
Artsimovich și Diophantus; diametru = 7,96 km

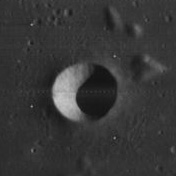
Artsimovich, fotografie luată de sonda spațială Lunar Orbiter 4

Artsimovich este un mic crater lunar în Marea Imbrium (vest). Are o formă circulară, și formează o adâncitură în formă de cupă sau ceașcă la suprafața mării lunare amintite. Se învecinează în est cu craterul Diophantus, și în nord-est cu craterul Delisle. La 20 de km, în nord-nordest se găsește un minuscul crater numit Fedorov.
Artsimovich era cunoscut sub denumirea Diophantus A, până când în anul 1973 Uniunea Astronomică Internațională i-a dat actualul nume. Denumirea vine de la numele fizicianului sovietic Lev Arțimovici.